# Electronic Banking Internet Communication Standard
Der Electronic Banking Internet Communication Standard (kurz: EBICS) bezeichnet einen europäischen multibankfähigen Standard für die Übertragung von Zahlungsverkehrsdaten über das Internet. EBICS kommt insbesondere in Deutschland, Frankreich, Österreich und der Schweiz zum Einsatz. EBICS löste in Deutschland nach einer Übergangszeit den vorherigen Standard BCS-FTAM ab, für den es kein Internetprotokoll gab. In Österreich wurde der MBS/IP Standard ebenfalls durch EBICS abgelöst.

## Historie und zukünftige Entwicklung
Der EBIC-Standard wurde vom Zentralen Kreditausschuss (ZKA; heute Die Deutsche Kreditwirtschaft) entwickelt und zum 1. Januar 2006 in das DFÜ-Abkommen aufgenommen. Seit dem 1. Januar 2008 besteht eine Verpflichtung für Kreditinstitute zur Unterstützung von EBICS. Zum 31. Dezember 2010 endete für die Banken die Verpflichtung, BCS-FTAM weiter zu unterstützen.
In Voraussicht einer möglichen Entwicklung zu einem europaweiten Standard wurde mit dem führenden „E“ des Akronyms die Möglichkeit geschaffen, die Bezeichnung in „European Banking Internet Communication Standard“ zu ändern. Die französischen Banken, vertreten durch das Comité Français d’Organisation et de Normalisation Bancaire (CFONB) haben mit dem ZKA bereits ein grenzüberschreitendes Kooperationsabkommen zur gemeinsamen Nutzung von EBICS geschlossen.
Im Rahmen der Schaffung des Europäischen Zahlungsraumes (SEPA) im Jahr 2014 hat EBICS eine entscheidende Rolle gespielt. Die Deutsche Bundesbank unterstützt EBICS für die Einreichung von SEPA-Zahlungsverkehrsaufträgen seit dem 28. Januar 2008.
EBICS 3.0 erlangte mit 27. November 2018 Gültigkeit und wurde mit 22. November 2021 in Deutschland verpflichtend. Seit 30. Dezember 2022 ist die Version 3.0.2 gültig.

## Technische Details des Protokolls
Alle Daten sind in einen XML-Container eingebettet und werden über HTTP mit einer TLS-Verschlüsselung versandt, um die sichere Übertragung zu garantieren. Die Daten werden Block für Block übertragen und jeder Block mit einer elektronischen Signatur gesichert. Bei Übertragungsfehlern ermöglicht eine Wiederherstellungsfunktion die Wiederaufnahme des Transfers ab dem letzten erfolgreich übertragenen Block. Mit Blick auf PKI-gestützte Modelle wird der optionale Einsatz von X.509-Zertifikaten für den Austausch der aktuellen RSA-Schlüssel zwischen Kunde und Kreditinstitut unterstützt.

## Berechtigungskonzepte
In der EBICS-Kommunikation können im Gegensatz zur Kommunikation über FTAM (via Telefon/ISDN-Leitung) verschiedenste Berechtigungsmöglichkeiten abgebildet werden:
Elektronische EinzelunterschriftDieses Berechtigungskonzept sieht vor, dass erfassende User nicht dem empfangenden EBICS-System bekannt gemacht werden. Im Falle einer Zahlungsverkehrsapplikation, in der Dateien erfasst werden können, wird beispielsweise meist die Variante vertreten, dass nur ein technischer Teilnehmer mit einer sogenannten E-Unterschrift (Einzelunterschrift) die Übertragung initiiert und mit seiner elektronischen Signatur versieht. Das empfangende System kontrolliert die Empfangsberechtigung und führt die Zahlung aus.
Geteilte Elektronische UnterschriftDieses Berechtigungskonzept sieht vor, dass erfassende User dem empfangenden EBICS-System bekannt gemacht werden. Es werden im Normalfall die Varianten A-Unterschrift, B-Unterschrift und T-Unterschrift (Transport-Unterschrift) genutzt. Z. B. eine Erfassungskraft, die im Außenverhältnis keine Unterschriftsberechtigung besitzt, wird im Empfangssystem mit einer Transportunterschrift versehen. Die Prokuristen und ähnlich unterschriftsberechtigte Personen des Unternehmens treten mit ihrer jeweiligen A- oder B-Unterschrift auf. Die zum Empfangssystem geleitete Datei enthält dann neben der Zahlungsverkehrsdatei auch die A- und B-Unterschriften.
Verteilte Elektronische UnterschriftDieses Berechtigungskonzept ist eine Anlehnung zu Punkt 2. Der Unterschied besteht jedoch darin, dass die Unterschriften nicht in einem Transportauftrag versendet werden, sondern dass die Datei nur mit einer T-Unterschrift versandt wird und erst im Nachhinein mit einem anderen Transportauftrag unterschrieben wird. Der Vorteil kann darin bestehen, dass einige Unternehmen Zahlungsverkehrsprovider zur Erstellung der Daten benutzen, aber das Bestätigen der Daten lieber in ihren Händen behalten möchten.

## Varianten des EBICS-Systems
Innerhalb des EBICS-Systems wird zwischen zwei Varianten unterschieden:
1. Das von vielen benutzte Kunde-Bank-System. In diesem Fall kann auf jedem internetfähigen PC die benötigte Software aufgespielt werden. Der Kunde kann Zahlungen oder andere Dateien an seine Bank senden und Protokolle und Auslieferungsdateien wie Elektronische Kontoauszüge (MT940/STA) etc. herunterladen.
2. Eine neue Variante ist das Bank-Bank-System. Diese wird neben der SWIFT-Kommunikation von Banken eingesetzt, um sich gegenseitig Zahlungen und andere im Zahlungsverkehr benötigte Dateien zuzusenden. In diesem Fall wird die Software auf einen internetfähigen Server aufgespielt. Die Dateien werden in diesem Fall von beiden Seiten zum Partnersystem gesendet. Einzig und allein die EBICS-Protokolle werden heruntergeladen.

## Implementierung
Für die Implementierung von EBICS fähigen Anwendungen stehen einerseits Bibliotheken in unterschiedlichen Programmiersprachen zur Verfügung (z. B. EBICS Java Client, EBICS Schnittstelle oder EBICS Client für Java, FinTech package for Python, PHP EBICS Client, Epics für Ruby, und Subsembly EBICS API für .NET). Andererseits gibt es Plattformen, die man als fertige Komponenten in die Architektur der eigenen Software einbauen kann (z. B. TRAVIC, ebics box, MultiCash Communication Platform, und Subsembly).